# Candy Desk

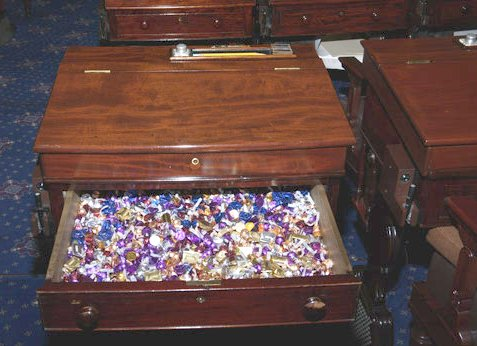
Der Candy Desk mit ausgezogener Schublade

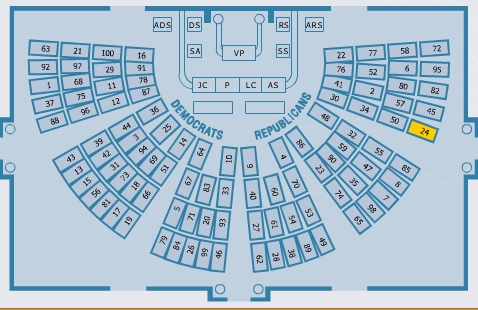
Position im Plenum des US-Senats

Der Candy Desk ist ein mit Süßigkeiten gefüllter Tisch im Sitzungssaal des US-Senats. Der Tisch, der als Arbeitsplatz eines republikanischen Senators dient, steht in der letzten Reihe in der Nähe des Saaleingangs. Senatoren, die dort vorbeilaufen, können sich frei an den in einer Schublade gelagerten Süßigkeiten bedienen. Die Tradition geht auf Senator George Murphy aus Kalifornien zurück, der 1968 erstmals seinen Tisch mit Süßigkeiten bestückte.

## Geschichte
Murphy schaffte die Süßigkeiten ursprünglich 1965 an, um seinen eigenen Appetit zu stillen. Da andere Senatoren sich auch am Naschwerk bedienten, wurde der Tisch 1968 als Candy Desk für alle deklariert. Als Murphy 1971 den Senat verließ, setzten seine Nachfolger an diesem Sitzplatz die Tradition fort. In den ersten Jahrzehnten kaufte der Senator die Süßigkeiten von eigenem Geld, wobei andere Senatoren den Einkauf bezuschussten. Der Tisch wanderte in den frühen Jahren; erst seit dem 97. Kongress (1981–1983) hat er einen festen Standplatz. Ebenfalls nach einigen Jahren begann die National Confectioners Association eine gesponserte Aufstockung des Tischs zu organisieren.
Während der Senatorenzeit von Rick Santorum aus Pennsylvania (1997 bis 2007) schickten die Unternehmen Hershey und Just Born, beide mit Stammsitz in Pennsylvania, ihm viermal im Jahr jeweils 100 Pfund Süßigkeiten, mit denen er seinen Vorrat auffüllen konnte. Obwohl offiziell im Sitzungssaal ein Essverbot gilt, waren die Saaldiener damit beauftragt, den Vorrat in der Tischschublade zu überwachen und gegebenenfalls nachzufüllen.
Santorums Nachfolger Craig L. Thomas aus Wyoming löste 2007 die „Süßigkeiten-Kontroverse“ aus. Die Ethikregeln des Senats verbieten es, Geschenke von mehr als 100 US-Dollar Wert anzunehmen – eine Ausnahme bilden Geschenke aus dem Heimatstaat, die der Senator an Dritte weiterreicht. Da aber Wyoming keine Süßigkeitenproduzenten nennenswerter Größe aufweist, hätte er Geschenke aus anderen Bundesstaaten annehmen müssen. Thomas, selbst Mitglied im Ethikausschuss, löste das Problem, indem er aus seinem Wahlkampfbudget die Produkte diverser Kleinhersteller in Wyoming kaufte.
Inhaber des Candy Desks ist im aktuellen 119. Senat Markwayne Mullin aus Oklahoma.

## Inhaber
| Zeitraum                            | Senator          | Bundesstaat  |
| ----------------------------------- | ---------------- | ------------ |
| 1965/1968 – 3. Januar 1971          | George Murphy    | Kalifornien  |
| 21. Januar 1971 – 3. Januar 1977    | Paul Fannin      | Arizona      |
| 4. Januar 1977 – 15. Januar 1979    | Harrison Schmitt | New Mexico   |
| 5. Januar 1981 – 3. Januar 1983     | Roger Jepsen     | Iowa         |
| 3. Januar 1983 – 3. Januar 1985     | Steve Symms      | Idaho        |
| 3. Januar 1985 – 3. Januar 1987     | Slade Gorton     | Washington   |
| 3. Januar 1987 – 3. Januar 1989     | John McCain      | Arizona      |
| 3. Januar – 5. Januar 1993          | Slade Gorton     | Washington   |
| 5. Januar 1993 – 3. Januar 1995     | Jim Jeffords     | Vermont      |
| 4. Januar 1995 – 7. Januar 1997     | Bob Bennett      | Utah         |
| 7. Januar 1997 – 3. Januar 2007     | Rick Santorum    | Pennsylvania |
| 3. Januar 2007 – 4. Juni 2007       | Craig Thomas     | Wyoming      |
| 25. Juni 2007 – 3. Januar 2009      | George Voinovich | Ohio         |
| 3. Januar 2009 – 9. September 2009  | Mel Martínez     | Florida      |
| 10. September 2009 – 3. Januar 2011 | George LeMieux   | Florida      |
| 14. Februar 2011 – 3. Januar 2015   | Mark Kirk        | Illinois     |
| 7. Januar 2015 – 3. Januar 2023     | Pat Toomey       | Pennsylvania |
| 3. Januar 2023 – 3. Januar 2025     | Todd Young       | Indiana      |
| seit dem 3. Januar 2025             | Markwayne Mullin | Oklahoma     |